# 統合全領域指揮統制
統合全領域指揮統制（とうごうぜんりょういきしきとうせい、統合全ドメイン指揮統制、結合全ドメイン指揮統制とも: 英語: Joint All-Domain Command and Control, JADC2）は、アメリカ国防総省とJAICが2030年に向けて戦術や戦闘方式に革命を起こすために構築と導入を進めている、「人工知能や6Gネットワークを使用した軍事システム」および「戦況分析～戦術策定システム」に関するコンセプトである。陸、海、空のみならず宇宙やサイバー空間、電磁波妨害までを包括する軍事的な防衛システムを目指している。

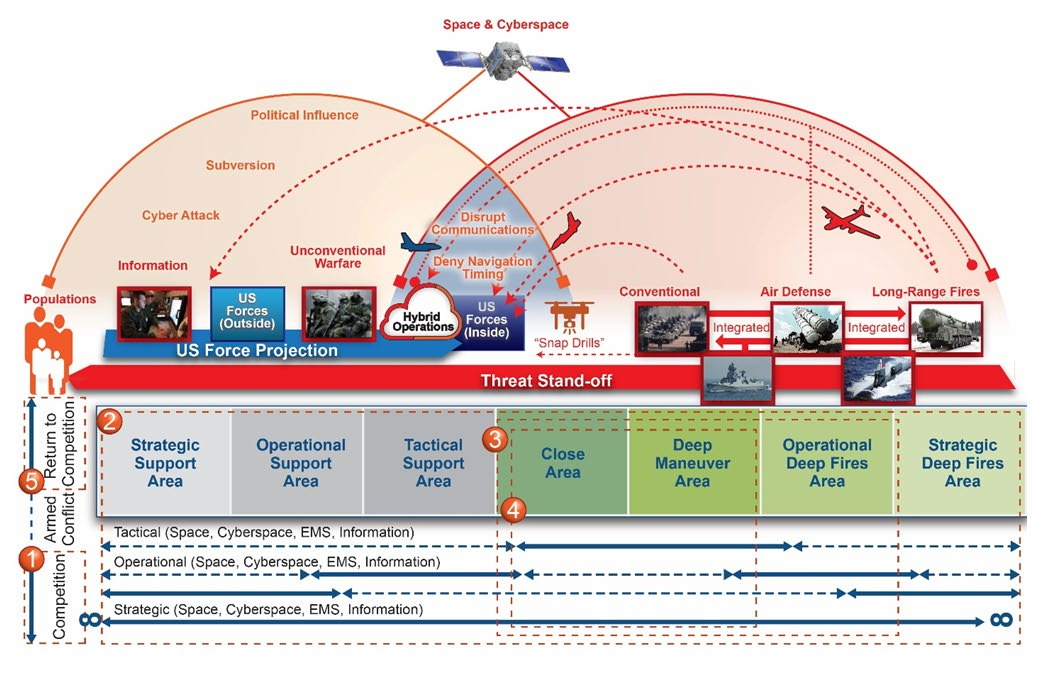
多領域作戦（MDO）

自律型致死兵器システムと強く関係する。DARPAやパランティア・テクノロジーズが開発に深く関わっている。IT企業との契約終了時期は2028年6月になる。
これらの取り組みは「ADA Initiative」(AI and Data Acceleration)を含んだ「JWCC」(Joint Warfighter Cloud Capability)というプロジェクトがJADC2を実現する基盤となる。

## 開発に至る経緯
従来までは、運用を支えるITシステムが軍種ごとに構築され、情報通信の互換性がなく、かつ状況の分析から戦術策定～命令実行まで数日間を要していた。しかしこれでは将来予想される戦いの速度、複雑さ、兵器の性能には対応できないという問題が指摘されている。これらの問題を解決する次世代のシステムを、国防総省や国防情報システム局と巨大IT企業、軍需産業と共同で開発しようとしている。
米国防総省は、2017年からJEDIと呼ばれる同省のデータをクラウドで一元管理するクラウド事業で「互換性のあるネットワーク機能」を実現できるシステムを構築しようとしていた。
- 2018年5月10日、「人工知能に関する国家安全保障委員会(NSCAI)」をホワイトハウス内に設置[8]。
- 2018年6月27日、米国防総省は人工知能センター”Joint Artificial Intelligence Center”を省内に設置した[9]。併せてDARPAが5年間に及ぶ次世代AIへの投資を決定[10]。
- 2019年2月11日、トランプ政権がAI施策指針の大統領令に署名し、これを受けてJAICは国防AI戦略を発表した[11]。
- 2019年12月から、JADC2の小規模なプロトタイプを構築し、巡航ミサイルによる脅威に対処するシミュレーション実験がフロリダで行われた[12]。
- 2020年、防衛新興Anduril社のソフトウェアを使いニューメキシコ州にあるミサイル実験場上空で模擬の巡航ミサイルを撃墜するよう防空施設に命令試験が行われる[13]。
- 2021年、JEDIはJWCCに改名される[14]。これ以降米国防総省はベンダー1社独占の契約を破棄しマルチクラウド構成に変更し4社と契約した。[15]

2025年1月27日、ドナルドトランプ大統領が次世代型ミサイル防衛構想である「ゴールデンドーム計画」の立ち上げに関する大統領令に署名して以降、それらシステムとの関連性は深まっている。

## システムの構成と機能
米軍統合部隊が各部隊の情報、監視及び偵察情報を共有し、意思決定の迅速化及び最適化を図るための低遅延なネットワークを構築する要件となっている。空軍、陸軍、海兵隊、海軍および宇宙軍の全ての軍種のセンサーをJADC2内のネットワークに接続する。最高機密であるJWICS (共同世界情報通信システム)とも接続する。
具体的には、空軍が所有するF-35やXQ-58A、MQ-9、B21等の無人戦闘爆撃機や電子戦機、RQ-4などの無人偵察機、陸軍が所有する地対空ミサイル防空システム及び無人地上車両、ドローン侵入検知システム、地上のロボット兵、海軍が所有するイージス艦や無人巡視船や情報収集艦、宇宙軍が所有する合成開口レーダー及び通信衛星、偵察衛星(NROL-22)、早期警戒レーダー等をネットワークに接続する。その他レーダー施設やADS–B受信設備とも接続する。
さらにAIを用いて敵国の行動予測、偵察活動の自動化を実現し、6Gや衛星通信を利用して戦闘地域からのリアルタイム情報伝達を可能にする。AIを利用して戦術策定、戦闘計画の自動生成も行う。
基幹システムとして、Amazonが提供するAWSや、MicrosoftのAzure、GoogleのGCPといったマルチクラウド構成を採用する。またパランティアのデータマイニング技術も使用する。航空機の開発を主導するボーイングやロッキードマーティン等は機体をJADC2に対応させる作業を行う。富士通,Intel,AT&Tといった通信半導体企業は6Gシステムの構築をノースロップグラマンと共同で支援する。ノースロップグラマンは、F-35戦闘機が搭載するセンサーで得た情報を、上空を飛行する無人機に載せた “InSight” を介して他の航空機に中継、データ共有を実現するBattleOne構想を推進している。陸海空宇宙をつなぐ通信ハードウェアはL3Harris Technologiesが開発を主導する。アメリカ国家安全保障局や国防情報局は、このネットワーク全体の暗号化技術やセキュリティー技術導入に全面的に協力する。
DARPAは味方のミサイル、砲撃、有人および無人航空機の衝突を回避すること実現する、「自動飛行経路計画ソフトウェア」を開発する。異種混合で多様なコンポーネントを統合させる。
2022年3月、電波監視衛星(海上及び宇宙領域認識)の運用を手掛ける米国スタートアップであるHawkeye 360社はJADC2へのシステム接続を実証するための契約を獲得する。

## 各機関のエッジAIシステム
2015年に国防総省はDefense Innovation Unit(DIU)を設立。民間側で開発が急激に進むAI技術などを軍事に取り込むことをミッションとする。
アメリカ宇宙軍は「Machina(マキナ)」という宇宙空間(大気圏外)を監視するシステムのプロトタイプを開発中である。マキナはグローバルな望遠鏡ネットワークで毎晩数千ものデータを収集・調整し、宇宙空間にある4万以上の物体を自律的に監視できる。天体力学と物理学のデータセットを瞬時に利用し、未確認の人工衛星や隕石を見分け軌道を予測する。その他レーダーデータを利用し、差し迫った敵のミサイル発射を精度よく検知するための機械学習システムを開発中であるという。米宇宙軍と米国ミサイル防衛局は、極超音速飛行物体や弾道ミサイルなどを地球中軌道から探知することができる衛星を開発し打ち上げている。また、米国防総省や偵察局は民間宇宙産業のSpaceXと協業し、軍事用の衛星インターネットや偵察を実現する専用衛星を打ち上げる計画を推進している。2025年末までにNATO軍を含む軍事戦術データリンクの衛星版として126機のLink-16衛星が軌道上で運用される予定である。
2017年以降、アメリカ国家地理空間情報局は、テロ組織を監視するためドローンからの映像をAIで自動分析する「Project Maven」というプロジェクトをスタートしている。この計画の初期ではGoogleのTensorFlowが用いられていることが判明し、Google社内で従業員からの批判が挙がった。
2017年、米空軍研究所(AFRL)はIBM Research部門から「TrueNorth」と呼ばれる脳型チップシステムを購入し、画像認識特化の実験をしている。DARPAが2008年から進めるSyNAPSE計画から資金援助を受けたプロジェクトの一環であった。
米陸軍戦術指揮統制通信プログラム事務局(PEO C3T)は、陸軍のシステム脆弱性評価およびサイバーセキュリティを強化するため、Rebellion Defenseのシステムを導入。
自律型ドローンの新興企業であるShield AIは、Heron Systemsといった空中戦闘自動化プログラムを開発する企業を買収する。アメリカ空軍特殊作戦コマンドはShield AIのソフトウェアを導入する契約を締結した。
米国税関・国境警備局はテキサス州とカリフォルニア州の南部国境の一部を監視するため、Andurilが設計開発するセンサータワーを設置する契約を締結。
Ghost Roboticsはアメリカ海兵隊特殊作戦コマンドに向けて犬型四足歩行ロボットを納入し、ロボット「Q-UGV」にOnyx Industriesの銃システムを統合し試験運用を開始している。
ボーイング傘下のAurora Flight Sciencesは、DAPRAの研究開発プログラムとして無人水上ドローンをMITや海軍と共同で開発している。
米陸軍の統合戦術ネットワークは、2025年までに将来の追加拡張機能としてJADC2をサポートする予定であるという。陸軍ネットワークと産業界との第6回技術交流会議で述べた。2023年9月19日、陸軍契約司令部アバディーン性能試験場は、JADC2を支援する電子プラットフォーム、機器群を提供する契約をレイドス社に授与した。
2024年6月17日、ノースロップグラマン社は統合戦闘指揮システム(IBCS)フルセットを米陸軍に初納入した。EOCやIFCNリレーも含まれている。
米国でRPA業務自動化ソフトウェア群の開発導入を手掛けるUiPath社は、米政府内の複数のレガシーシステムを結び付け、自然言語処理やエージェント型AIなどを導入しやすくする複数のプロジェクトを関連企業と共に進めている。

## 日本との連携
日本の政府組織である防衛省や自衛隊は、2023年度以降、陸海空3部隊の運用や作戦情報を一元集約する「中央クラウド」の整備を始めている。陸海空がそれぞれ個別のシステムで指揮統制に関する情報などを管理する現行の体制を改める目的で進めている。
中央クラウドは、情報を集約し各部隊や装備の状況を管理・把握するシステムとする。また専用回線で米軍との情報共有を行いやすくするようにする。
防衛省は、NTTが開発を進めている6G向け光半導体+光ネットワーク技術である「IOWN」を防衛通信に利用できないか調査を進めている。またNTTは、JAXAと共同で空域での通信領域拡大を目指して衛星通信と成層圏プラットフォームの研究開発を始めている。
2023年12月22日、防衛省と米国防総省は協調自律型の無人航空機を共同開発する協定を締結した。
2023年12月5日、日本は米英らが2014に発足した「連合宇宙作戦イニシアチブ(CSpO)」に加入した。敵国が運用しているであろう不審な衛星への監視と情報共有を、8ヶ国のグループで強化していく多国間枠組みである。

## 同盟国との連携
アメリカの同盟国であるイギリスは、統合全領域指揮統制との連携ができるよう準備を進めている。
イギリス国防総省はパランティアのシステムを導入する契約を締結した。またBAEシステムズと日本の三菱重工が開発する無人戦闘機や、オーストラリアのTrusted Autonomous SystemsはBAEシステムズのソフトウェア部門と協業し、自律的に陸軍向け地上車両の操作を可能とする無人地上車両(UGV)の共同開発を行っている。
2024年4月8日、米国、英国、オーストラリアの3ヵ国で構成される安全保障の枠組み「AUKUS」の共同議論において、先端防衛技術分野を巡って日本との協力を検討すると表明した。自律型兵器や海中能力、人工知能、サイバー、電子戦などの領域で日本の技術を活用できないか検討を進める。米国は日本のロボット技術などを高く評価し、特に海中での自律型兵器の開発などを巡る参加に期待しているという。三菱電機は電子戦システムや軍用レーダー等の領域で米ノースロップグラマンと協業する旨の覚書を締結した。造船大手の川崎重工業は、AUV向けの制御アルゴリズムで英ヘリオットワット大学と共同研究を進めている。川崎汽船らは、船舶の自動運航システムを開発する契約を結んだ。
アメリカやイギリスでは2020年以降、機密情報共有の枠組みであるファイブアイズに日本やドイツを参加させることに効果があるかどうか検討を進めている。
NATO情報通信システム機関は2025年4月14日、パランティアとの契約合意を発表した。Maven Smart System NATOという名称のAI軍事システムとして導入される。

## 民間企業の倫理
このプロジェクトの発表時点では、要件を満たすクラウドベンダーはAWSとMicrosoft Azureの2社だけとみられていたが、2022年までにGoogleとOracleが契約に加わった。
Googleは「AIの兵器への利用に協力しない」ことを内部規定で定めている。このことから従業員から懸念の声も出ていた。Google社内ではJWCC参加に対し議論が起こったとされる。2021年7月、Alphabet CEOのSundar Pichai氏も参加した全社ミーティングが開かれ、JWCCに向けた会社の考えが説明された。
Googleは2021年以降、イスラエル政府に向けたクラウド契約として「Project Nimbas」を推し進めていた。このProject Nimbasの中でガザ地区侵攻を含む軍事計画にAIが使用されている可能性をGoogle従業員50人以上が指摘した。この抗議活動で2024年4月16日、カリフォルニア州サニーベールとニューヨークにあるGoogleのオフィス内で合計9名の従業員が逮捕されている。イスラエル国防軍はハマス勢力を見分けて標的を自動探索する監視ソフトウェア「Lavender」を運用しておりその精度が問題視されている。
これに関連して基盤からAGI研究開発を指揮するDeepMindも、Googleクラウド部門と軍隊の契約があった場合は解除を求める書簡に200名以上が署名した。AIが社会に及ぼすリスクの軽減などについて研究を行なう団体Center for AI Safetyは2023年、AIによる人類絶滅のリスクに対する声明文を発表し、DeepMindやOpenAIおよびMicrosoftの技術者がそれに署名したがPalantirの関係者は署名していない。
2021年PayPal創業者のピーターティール氏はGoogleに対し、中国の清華大学に人工知能の研究開発センターを設置することに併せて同大学の諮問委員会にGoogleBrainのコンピュータ科学者を就任させたことを受けて、「Googleは米軍ではなく中国軍と協力していたのではないか」という疑いをトランプ政権のマイク・ポンペオ元国務長官と共にニクソン財団の公開イベントで指摘した。中国では研究開発が軍民融合であるため、結果的にアメリカ国内産業の技術が清華大学と提携するTencentだけではなく中国軍事研究院や中国科学院に流れてしまうというリスクがあるとピーターティールは指摘する。特に中国のクラウド大手アリババは”芝麻信用”という社会信用スコアを運営しており、アリババは顔認証最大手のMegviiに出資するなど、監視技術の国内実装を進めている。中国警察はこういった民間技術を取り入れている。目立つ例として新疆ウイグル自治区の少数民族の監視に、SenseTimeの監視AI技術が使用されていた。
2022年10月、韓国Hyundai傘下の米Boston Dynamicsは中国Unitree Roboticsを含む5社と共に”汎用ロボットの兵器化否定”を宣言する公開書簡に署名した。
2024年12月4日、Microsoftの支援を受け大規模言語モデル開発を主導するOpenAIはAndurilに対し、ドローンの脅威をより迅速に評価するためのLLMを提供するため技術提携を行った。AndurilはOculus Riftの開発者として知られている人物が創業した防衛技術ベンチャーである。OpenAIは技術の軍事転用を明確に禁止していたが、2024年1月10日に公式な発表なくこの規約を削除していた。同6月頃から軍事分野への参入を開始したとされる。この提携発表に対し、OpenAIの従業員の一部はAI技術の軍事転用への不快感と懸念を内部フォーラムで表明し、経営陣に対して透明性と説明責任を求めた。
英誌Guardianの調査によると、MicrosoftのAzureクラウドはイスラエル国防省全体で使用されており、さらにOpenAIが軍事・情報機関との仕事を禁止する方針を変更した後、Microsoftはイスラエル軍にOpenAIのGPT-4モデルへのアクセスも提供したと報じられている。
2024年11月、大規模言語モデルの開発を行うAnthropic社はPalantirと提携し、米国の情報機関や防衛機関にAIモデルの提供を行うとした。
2024年12月以降、PalantirおよびAndurilを中心として12社規模の新興防衛企業連合の結成を進めていると報道された。連合にはOpenAIやSpaceXといった関連企業も参画する見通しである。
2025年2月、Google親会社のAlphabetは「AIを兵器システムや監視ツールに使用しない」という18年前に策定した公約を倫理規範から取り下げた。
2025年7月、米国防総省(主席デジタル・AI担当官室)は大規模言語モデルを開発設計する4社と最大2億ドルの契約を発表した。担当部署が進めるAdvanaと呼ばれる環境上で稼働する”政策文書の検索、分析、400を超える国防総省の業務システムからのデータ統合”を実現する一連のツール群を強化する。

## AI兵器の危険性
故人であるニクソン政権期の国務長官であったヘンリーキッシンジャー氏は、2016年開催のビルダーバーグ会議に出席した際、同席したエリックシュミットにこれら技術領域に関しての議論に参加を説得され、広義から最先端までを含むAIに関しての分析を行った。彼は「AIは既存の戦略的ジレンマを複雑にするだけでなく、新たなジレンマも生み出す。率直に言ってAIは核兵器の出現と同じくらい重大な影響を及ぼす可能性があるが、その予測は困難」だとした。
また彼は自身の著書の中で「サイバー空間は、それ自体は脅威ではない。危険であるかどうかは使い方次第だ。」とAI以前にインターネット領域の脅威について述べていた。脅威だけではなく絶大な利益をもたらす面があるとしている。
2024年のノーベル物理学賞に選出されたトロント大学のジェフリーヒントン教授は、誤差逆伝播の発明者として大規模言語モデルや強化学習の悪用について全面的に危険視した。

## フィクション上の軍事AIネットワーク
エッジ処理からマクロネットワークまで、SF映画では映画『ターミネーター』シリーズの4まで作中にはスカイネットと呼ばれる軍事システムが登場する。
戦闘機単体としては『ステルス』がAI搭載の自律型無人機を描いている。
警備ロボットおよび人間の管理下を前提とする道具としての防衛システムでは、『チャッピー』や『エリジウム』の作中で登場する。